# Totò al giro d'Italia
Totò al giro d'Italia é um filme italiano de 1948, dirigido por Mario Mattoli.
É o primeiro filme em que o nome de Totò aparece no título.

## Sinopse
O professor Casamandrei (Totò) que dá aulas em Brescia, participa como jurado de um concurso de beleza e apaixona-se por outra jurada, Doriana (Isa Barzizza). Declara o seu amor mas  ela diz que só casa com ele se ele vencer a Volta à Itália. O infeliz professor, que mal sabe andar de bicicleta, manifesta o seu desejo de "vender a alma ao diabo" para conseguir o amor de Doriana. O diabo (Carlo Micheluzzi) toma aquelas palavras a sério e na Volta à Itália, o professor derrota facilmente todos os concorrentes, etapa após etapa, até compreender que morrerá se acabar a prova. Tenta, por todos os meios desistir antes do fim, o que não agrada nada ao diabo.

## Elenco
- Totò como Prof. Totò Casamandrei
- Isa Barzizza como Doriana
- Giuditta Rissone como Sra. Casamandrei
- Walter Chiari como Bruno
- Carlo Ninchi como Dante Alighieri
- Luigi Catoni como Nerone
- Mario Castellani como Renato Stella
- Carlo Micheluzzi como o Diabo